# Пруденшал-центр
Пруденшал-центр (англ. Prudential Center) — спортивный комплекс в Ньюарке в США, открытый в 2007 году. Также известен как «Скала». Сам комплекс был спроектирован компанией Populous (бывшая HOK Sport), а его наружный дизайн — компанией Morris Adjmi Architects. Спортивная арена является домашней для хоккейной команды "Нью-Джерси Дэвилз" (НХЛ) и двух команд из Национальной ассоциации студенческого спорта. Болельщики и спортивные журналисты ласково называют Prudential Center «The Rock» из-за логотипа компании Prudential Financial, которая обладает правами на название арены и чья штаб-квартира находится недалеко.

## События
В Prudential Center проходит большое количество концертов таких исполнителей, как Bon Jovi, Бритни Спирс, The Eagles, Hannah Montana/Майли Сайрус, Spice Girls, Jonas Brothers, Metro Station, Алиша Киз, Деми Ловато, Дэвид Арчулета, BTS.
4 октября 2009 года арена принимала шоу WWE «Hell in a Cell», первое в истории шоу WWE в Ньюарке.